# Cuscuz
 (juillet 2009).
Si vous disposez d'ouvrages ou d'articles de référence ou si vous connaissez des sites web de qualité traitant du thème abordé ici, merci de compléter l'article en donnant les références utiles à sa vérifiabilité et en les liant à la section « Notes et références ».
Pour les homonymies, voir couscous (homonymie). Pour le plat nord-africain, voir couscous.

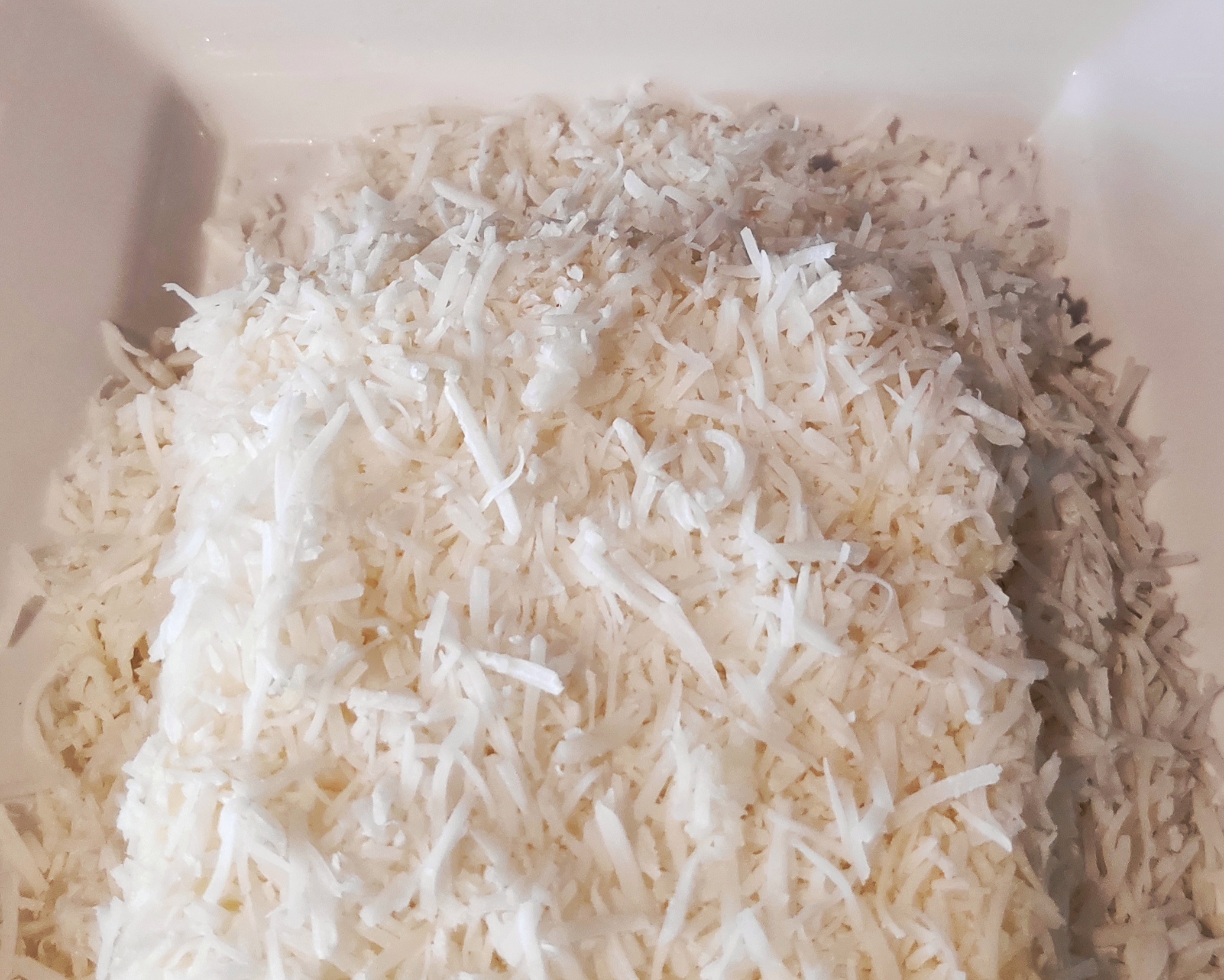
Cuscuz de tapioca.

Le cuscuz est la forme brésilienne du couscous nord-africain.

## Présentation

### Historique
Selon la chercheuse Lucie Bolens, l’introduction du couscous dans la péninsule Ibérique daterait de la période des dynasties berbères (almohades), au XIIIe siècle. La popularité du couscous se propage alors rapidement en Espagne.
Au Portugal, il est introduit selon les sources[Lesquelles ?] durant le règne du roi Manuel Ier, entre 1495 et 1521[réf. nécessaire]. Il est consommé par la petite et haute noblesse pendant les XVIe et XVIIe siècles[réf. nécessaire].
Ainsi, l’introduction du couscous dans la colonie portugaise du Brésil date du XVIe siècle, selon Luis da Cámara Cascudo. Elle est le résultat des influences gastronomiques tant du Portugal que des cultures d’esclaves africaines[évasif][réf. nécessaire].

### Variétés
Il existe deux variétés de cuscuz brésilien :
- le cuscuz du sud (ou cuscuz paulista) : gâteau fumé fait de farine de grain, de légumes, d'épices, de poulet ou de poisson (crevettes roses et sardines). Cette recette est typique de la région sud-est du Brésil, où se situe l’État de São Paulo ( paulista désigne tout ce qui se réfère à l’État de São Paulo) ;
- le cuscuz du nord (cuscuz nordestino) : pouding fumé fait de farine de tapioca et de sucre et humecté avec le lait de coco. C’est un petit déjeuner populaire.